# Roudný (Zvěstov)

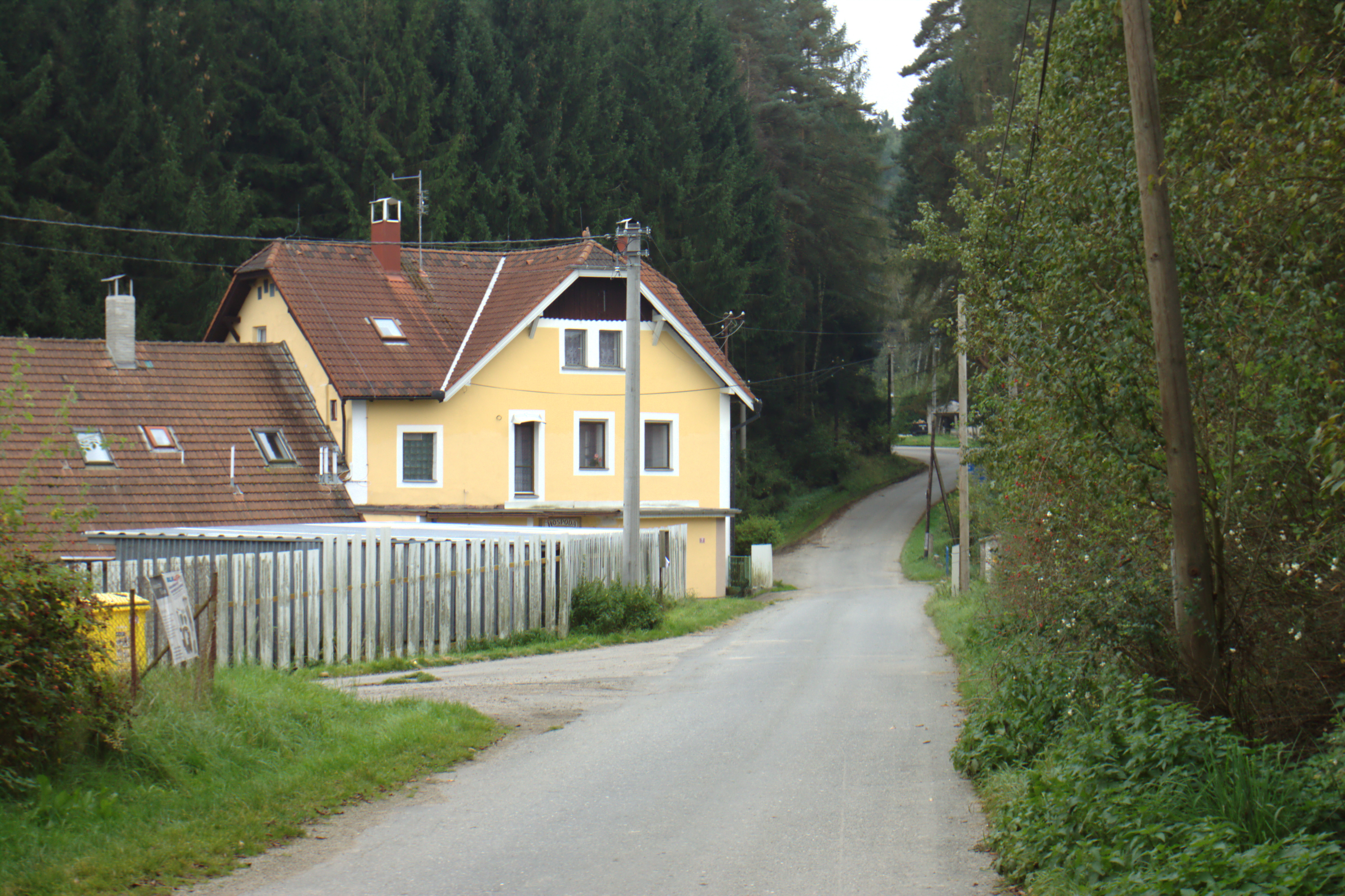
Hauptstraße in Roudný bei Zvěstov, ehemalige Arbeiter-/Minensiedlung.

Roudný (deutsch Roudny) ist ein Ortsteil der Gemeinde Zvěstov in Tschechien. Sie liegt elf Kilometer südwestlich von Vlašim und gehört zum Okres Benešov.

## Geographie
Roudný befindet sich in der Středočeská pahorkatina am nordwestlichen Fuße des gleichnamigen Hügels in einem Landstrich, der als Česká Sibiř (Böhmisches Sibirien) bezeichnet wird. Im Nordosten erhebt sich der Blaník.
Nachbarorte sind Vestec und Libouň im Norden, Louňovice pod Blaníkem im Nordosten, Laby im Osten, Předbořice im Südosten, Ramena und Otradov im Süden, Bořkovice im Südwesten, Hlohov und Šlapánov im Westen sowie Zvěstov im Nordwesten.

## Geschichte
Seit dem 13. Jahrhundert ist der Goldbergbau am Hügel Roudný nachweisbar. Die Gruben waren Teil des mittelalterlichen Bergreviers Karrenberg und wurden im 15. Jahrhundert auflässig.
Die zweite Bergbauperiode begann 1769 durch die Fürsten von Auersperg auf Wlaschim, die bis 1804 andauerte.
Bis zum Ende des 19. Jahrhunderts war das auf den Fluren der Gemeinde Libouň gelegene Tal am Roudný unbesiedelt. In der zweiten Hälfte des 19. Jahrhunderts untersuchte der Geologe František Pošepný die Lagerstätte und hielt sie für höffig. 1893 nahm das auf Bernsteinförderung spezialisierte deutsche Unternehmen Stantien & Becker den Goldbergbau wieder auf. 1896 begann die Förderung und es folgte die Errichtung der Bergarbeitersiedlung Na Roudným. Ein Teil der gewonnenen Erze wurde in Halsbrücke bei Freiberg ausgeschmolzen und das Goldamalgam vor Ort aufbereitet. Seit 1899 investierte Moritz Becker ausschließlich in das Goldbergwerk Roudný. Vom Beginn der Förderung im Jahre 1896 bis zur Beckers Tode im Jahr 1901 wurden in Roudný 111,7 Kilogramm Feingold gewonnen.
1903 wurde das Bergwerk von einer englischen Bergbaugesellschaft übernommen, die Dr. Albert Fischer und Herbert Stanley Sudgen in London gehörte. Sie ließ das Bergwerk nach Plänen des in den Goldgruben von Transvaal tätig gewesenen Bergingenieurs R. Ruoff modernisieren.
Die Goldgrube Roudný wurde in der ersten Hälfte des 20. Jahrhunderts zur ergiebigsten in Mitteleuropa. In den 1920er Jahren hatte die Zeche Roudný die höchste Goldausbeute in Europa.
Im Zeitraum zwischen 1909 und 1930 betrug die Ausbeute insgesamt 5,77 Tonnen Feingold. Der Hauptschacht erreichte eine Teufe von 450 m. Im Jahre 1927 bestand die Mannschaft aus 200 Bergleuten. Die Weltwirtschaftskrise beendete die Blüte des Goldbergbaus von Roudný. 1929 erwarb der französische Investor Auguste Blanchon de Romans die Zeche. Mitte der 1930er Jahre folgte die Stilllegung des Bergwerkes. Nachdem die Grube 1940 in den Besitz des Protektorats Böhmen und Mähren übergegangen war, begannen im darauf folgenden Jahre Schurfarbeiten.
Nach dem Zweiten Weltkrieg erfolgte eine Wiederaufnahme der Zeche, 1956 wurde der Goldbergbau in Roudný endgültig eingestellt. Die Grubengebäude dienten zunächst als Schule und werden jetzt von der Sozialfürsorgeanstalt ÚSP Ratměřice genutzt. Die Pläne eines kanadischen Unternehmens, das zu Beginn der 1990er Jahre die Sandhalden zwecks Auslaugung abtragen wollte, fanden bei den Gemeindevertretern von Zvěstov keine Zustimmung. Seit 1998 ist Roudný als Ortsteil von Zvěstov ausgewiesen. 1991 hatte der Ort 51 Einwohner. Im Jahre 2001 bestand das Dorf aus 12 Wohnhäusern, in denen 57 Menschen lebten.